# Наваждение (фильм, 2017)
«Наважде́ние» (англ. Unforgettable, дословно — «Незабываемое») — американский триллер 2017 года режиссёра Дениз Ди Нови, ставший её дебютной полнометражной работой. Сценарий написан Кристиной Ходсон и Дэвидом Лесли Джонсоном. Главные роли исполнили Розарио Доусон, Кэтрин Хайгл и Джофф Стульц. Сюжет повествует о женщине, которая после предыдущих жестоких отношений живёт с новым возлюбленным, в то время как его бывшая жена пытается разрушить их связь.
Премьера состоялась 18 апреля 2017 года в Китайском театре TCL в Лос-Анджелесе. Фильм вышел в кинотеатральный прокат США 21 апреля 2017 года, в России — днём ранее.

## Сюжет
В прологе женщину Джулию Бэнкс допрашивает полиция после того, как в её доме было обнаружено тело жестокого бывшего бойфренда Майкла Варгаса. Несмотря на запретительный судебный приказ в отношении Майкла, детектив Поуп сообщает, что Варгасу отправлялись интимные сообщения и фотографии с аккаунта Джулии, а в его машине было найдено её нижнее бельё.
Действие переносится на полгода назад. Джулия начинает новую жизнь после окончания жестоких отношений с Майклом, в чём её поддерживает лучшая подруга Эли. Джулия переезжает к своему жениху Дэвиду Конноверу и его дочери Лили. Однако она с трудом переносит частое присутствие Тессы, бывшей жены Дэвида и матери Лили. В то же время Тесса, имеющая властный характер и признаки одержимости, не может смириться с распадом своего брака, что усугубляется её матерью Хелен, такой же холодной и требовательной. Однажды на торжественном вечере по случаю сделки пивоварни Дэвида с компанией Тесса крадёт телефон Джулии и затем получает доступ к её личной информации, в том числе к недавно истёкшему запретительному судебному приказу. Она создаёт аккаунт в Facebook от имени Джулии и использует его, чтобы связаться с Майклом, а через некоторое время подкидывает телефон в машину Дэвида. Джулия начинает получать анонимные немые звонки.
Вскоре из дома пары некто крадёт часы Дэвида, обручальное кольцо Джулии и пару её трусиков. После этого Джулия находит у порога дома цветы, из-за чего Дэвид начинает подозревать её в измене. Тесса отправляет часы и трусики Майклу, таким образом раскрывая свою причастность к краже вещей. Позже на фермерском рынке Джулия отвлекается на анонимный звонок, затем обнаруживает пропажу Лили. Она находит её с Тессой, которая ложно заявляет Дэвиду в неспособности Джулии присматривать за их дочерью. Следующим днём на тренировке по верховой езде Тесса пытается заставить напуганную дочь сесть на лошадь. Однако прибывшая Джулия забирает Лили домой, унижая Тессу перед Хелен. Тесса наказывает Лили за непослушание, отрезая её длинные волосы. Они приезжают к Джулии, и та упрекает Тессу в жестокости. Тесса нарочно скатывается по лестнице, выставляя это на глазах Дэвида как толкание со стороны Джулии. Дэвид уверяет Джулию, что любит её, но отказывается принимать правду о Тессе.
Джулия и Эли находят в полицейских отчётах записи о склонности Тессы к навязчивым идеям и насилию в детстве, из-за которых она подожгла дом своего отца. Вскоре в доме появляется Майкл и нападает на Джулию, но она ранит его кухонным ножом и убегает. Тесса, поджидавшая снаружи, убивает Майкла ударом ножом в сердце. События возвращаются к сцене допроса Джулии, которая заявляет о подставе со стороны Тессы. Детектив Поуп показывает Дэвиду переписку Майкла в соцсети, а затем отпускает Джулию под подпиской о невыезде, конфискуя её телефон.
Дэвид, приехав в дом Тессы, замечает обгоревшие перчатки в камине и украденное кольцо на её пальце. Он обвиняет Тессу в происходящем, на что она оглушает его каминной кочергой и связывает. Следом является Джулия, забирает Лили в свою машину и возвращается, чтобы спасти Дэвида, но на неё нападает Тесса. Между ними завязывается драка, в ходе которой Тесса останавливается, видя в зеркале своё расцарапанное лицо и стоящую рядом фотографию Лили. Затем Тесса совершает самоубийство, нанизывая себя на лезвие ножа в руках Джулии. Перед смертью она просит Джулию не допускать, чтобы Лили помнила её такой.
Полгода спустя женатые Дэвид и Джулия вместе с Лили переезжают в новый дом. Джулия слышит лай домашней собаки и открывает входную дверь. Она с ужасом видит на пороге Хелен, которая хочет повидаться с внучкой.

## В ролях
| Актёр              | Роль                                         |
| ------------------ | -------------------------------------------- |
| Розарио Доусон     | Джулия Бэнкс, невеста Дэвида                 |
| Кэтрин Хайгл       | Тесса Конновер, бывшая жена Дэвида           |
| Джофф Стульц       | Дэвид Конновер, бывший муж Тессы и отец Лили |
| Шерил Лэдд         | Хелен, мать Тессы                            |
| Сара Бёрнс         | Сара, подруга детства Дэвида                 |
| Уитни Каммингс     | Эли, лучшая подруга Джулии                   |
| Саймон Кассианидис | Майкл Варгас, бывший жестокий парень Джулии  |
| Изабелла Райс      | Лили Конновер, дочь Тессы и Дэвида           |
| Роберт Уиздом      | детектив Поуп                                |

## Производство
9 января 2014 года Warner Bros. объявила о запуске в разработку нового проекта под названием «Наваждение», режиссёром которого была назначена Амма Асанте. Продюсерами фильма стали Дениз Ди Нови и Элисон Гринспен, а сценаристкой — Кристина Ходсон. 22 июня 2015 года Асанте вышла из проекта, и её место заняла Ди Нови, дебютировав в качестве режиссёра с сохранением продюсерских обязанностей. Тогда же было объявлено, что Дэвид Лесли Джонсон принимал участие в написании сценария вместе с Ходсон.
2 декабря 2014 года Кейт Хадсон и Керри Вашингтон были утверждены на главные роли, однако спустя полгода они покинули проект одновременно с уходом Ассанте. 12 августа 2015 года их заменили Кэтрин Хайгл и Розарио Доусон. 21 августа 2015 года был объявлен дополнительный актёрский состав, в котором значились Джофф Стульц, Изабелла Райс, Шерил Лэдд, Саймон Кассианидис, Уитни Каммингс и Роберт Уиздом.
Основные съёмки начались 17 августа 2015 года в Лос-Анджелесе, а также в его пригородах Сьерра-Мадре и Пасадине. 20 августа Хайгл, Доусон, Райс и Лэдд были замечены во время съёмок сцен на ипподроме с лошадью. 27 августа эпизоды с участием Хайгл и Доусон снимались на одной из улиц Лос-Анджелеса. Работа над фильмом была завершена в конце сентября 2015 года.

## Критика
Фильм получил смешанно-отрицательные отзывы кинокритиков. На Rotten Tomatoes его рейтинг составляет 29 % на основе 120 рецензий со средней оценкой 4 из 10. На Metacritic фильм получил 45 баллов из 100 на основе 27 рецензий критиков, что означает «смешанные или средние отзывы». Зрители, опрошенные сайтом CinemaScore, дали фильму в основном оценку С по шкале от A+ до F.
Винс Манчини из Uproxx положительно отнёсся к фильму, «не совсем изобретающем жанр заново», но «забавном, пока длится». Критик также высоко оценил игру Кэтрин Хайгл и Шерил Лэдд; сцены с последней он счёл лучшими в фильме. Питер Брэдшоу из The Guardian аналогично похвалил актёрские работы Хайгл и Лэдд, а сам фильм описал как «бодро-эпатажный эротический нуар в стиле глянцевого трэша», который «не получит никаких наград, но очень интересно смотреть». Симран Хэнс из The Observer посчитала киноленту «намеренно глупой и знающей толк сатирой» и «будущей классикой кэмпа», но при этом неоднозначно отозвалась о «банальном» сценарии и «чересчур прямолинейной» игре Розарио Доусон.
Эд Поттон из The Times крайне негативно отреагировал на фильм, назвав его «прямолинейно сыгранной, глянцевой мелодрамой-триллером с ошеломляющей пошлостью и непреднамеренным весельем», а также раскритиковав «отвратительное переигрывание» Кэтрин Хайгл. Тим Роби из The Telegraph в своей отрицательной рецензии сравнил работу Ди Нови с «пустым пугалом, у которого постоянно отваливаются конечности». Нил Гензлингер из The New York Times сетовал на то, что «Наваждение» получился практически таким же в череде фильмов о «сумасшедшей бывшей», и «упрощённым триллером из другого десятилетия, освежённый здесь только добавлением сюжетного элемента, связанного с Facebook».